# Castillo de Fushimi-Momoyama
El Castillo de Fushimi (伏見城 Fushimi-jō?), también conocido como Castillo de Momoyama (桃山城 Momoyama-jō) o Castillo de Fushimi-Momoyama, es un castillo japonés en Fushimi-ku, Kioto. La actual estructura (construida en 1964) es una réplica del castillo original construido por Toyotomi Hideyoshi.
La construcción del castillo original comenzó en 1592, un año después de que Hideyoshi se retirara de la regencia, y fue terminado en 1594. En las obras participaron entre 20,000 y 30,000 trabajadores de 20 provincias.
A pesar de la apariencia marcial exterior del castillo, la estructura fue diseñada para servir de casa de retiro para Hideyoshi y fue decorada y amueblada como tal. Es particularmente famoso por su cuarto para la ceremonia del té, donde tanto las paredes como los implementos estaban recubiertos con hojas de oro. El castillo también debía servir como un lugar donde Hideyoshi pudiera tener conversaciones pacíficas con los diplomáticos chinos que intentaban que terminaran las invasiones a Corea de Hideyoshi, pero un terremoto destruyó completamente el castillo a los dos años de que hubiera sido concluido.
El castillo fue reconstruido pronto y pasó a ser dominio de Torii Mototada, un vasallo de Tokugawa Ieyasu. En 1600, el castillo cayó en el famoso Asedio de Fushimi por Ishida Mitsunari. Torii Mototada en un acto de valentía defendió el castillo por once días, demorando a las fuerzas de Ishida y permitiendo que su señor Tokugawa tuviera el tiempo necesario para juntar su propio ejército, lo cual tuvo un profundo efecto en la Batalla de Sekigahara, el cual marcó la victoria final de Tokugawa sobre sus rivales.
En 1623 fue desmantelado el castillo y muchos de sus elementos fueron incorporados a distintos castillos y templos a lo largo de Japón. Un templo en Kioto, el Yōgen-in (養源院), tiene un techo manchado de sangre, que fue un piso de un corredor del castillo de Fushimi donde Torii Mototada y compañía cometieron seppuku. El castillo no fue remodelado hasta 1964, cuando se construyó una réplica principalmente de hormigón. La nueva estructura sirvió como museo de la vida y las campañas de Toyotomi Hideyoshi, pero fue cerrado al público en 2003.